# Gezaincourt Communal Cemetery Extension
Gezaincourt Communal Cemetery Extension is een begraafplaats gelegen in de Franse plaats Gezaincourt (Somme). De militaire graven worden onderhouden door de Commonwealth War Graves Commission.
De begraafplaats telt 675 geïdentificeerde graven waarvan 593 Gemenebest graven uit de Eerste Wereldoorlog, 75 overige graven uit de Eerste Wereldoorlog, 6 graven van Gemenebest-slachtoffers uit de Tweede Wereldoorlog en een overig Tweede Wereldoorlog-graf.